# Lenín Moreno
Lenín Voltaire Moreno Garcés (Nuevo Rocafuerte, 1953. március 19. –) ecuadori politikus, Ecuador alelnöke, majd elnöke (2017-2021).

## Élete
Moreno 1953-ban a perui határhoz közeli, az Amazonas vidékén lévő Nuevo Rocafuerte nevű kisvárosban született, középosztálybeli családba, Lilian Garcés és Servio Moreno gyermekeként. Mind édesapja, mind pedig az édesanya pedagógus volt. Hároméves korában a család Quitóba költözött, és Moreno itt járt iskolába. 1971-ben végezte el a Colegio Benalcazar középiskolát. Ezután beiratkozott az Ecuadori Központi Egyetemre, ahol először orvosnak tanult, de négy év után elvesztette érdeklődését, és végül közigazgatás szakon szerzett diplomát. Tanárként helyezkedett el, majd a magánszektorban értékesítési vezetőként dolgozott. Később az államigazgatáshoz igazolt át, ahol részt vett az ecuadori idegenforgalmi kamara megalakításában.
1998-ban egy quitói bevásárlóközpont parkolójában két férfi megtámadta, és az egyikük hátba lőtte, minek következtében deréktól lefelé megbénult és kerekesszékbe kényszerült. A depressziót írással küzdötte le, több könyvet is írt a nevetésterápiáról és a humor fontosságáról az életben. Miután visszatért a közszférába, kiemelt ügyként kezelte a fogyatékkal élők segítését, és a közoktatás fejlesztését.
2007-ben a baloldali Rafael Correa alelnökjelöltjeként lett az ország második embere. Ebben a minőségében állami segélyprogramokat indított, létrehozva a – rehabilitációt, technikai és pszichológiai segítséget kínáló – Manuela Espejo Szolidaritási Missziót. Tevékenységéért 2012-ben Nobel-békedíjra jelölték, a jutalmazott azonban az Európai Unió lett. 2013-ban lemondott az alelnöki posztról, és Pan Gimun főtitkár felkérésére elvállalta az ENSZ újonnan létrehozott, fogyatékkal élők ügyeivel foglalkozó különmegbízotti pozícióját.
A 2017-es kétfordulós elnökválasztást követően, az ország elnökévé választották.

## Családja
Moreno házas; feleségével Rocío Gonzálesszel három lányuk van: Irina, Cristina és Carina